# Bahnhof Frankfurt-Sindlingen

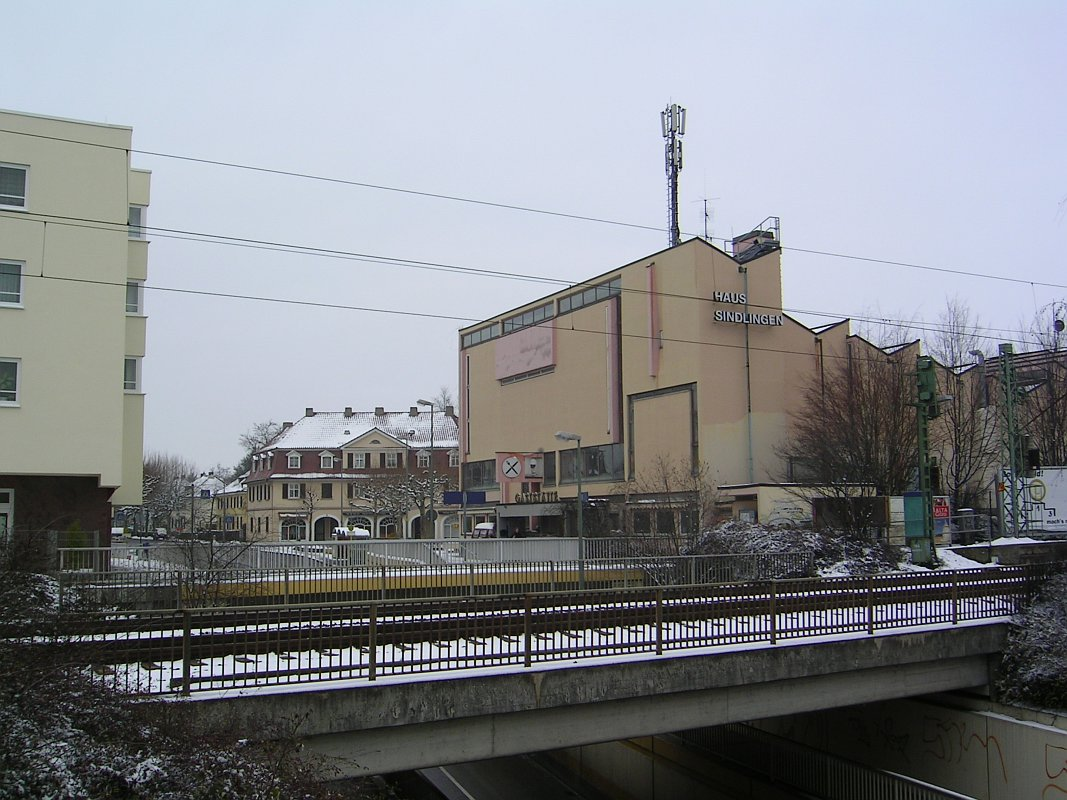
Blick vom südlichen Fußgängersteg

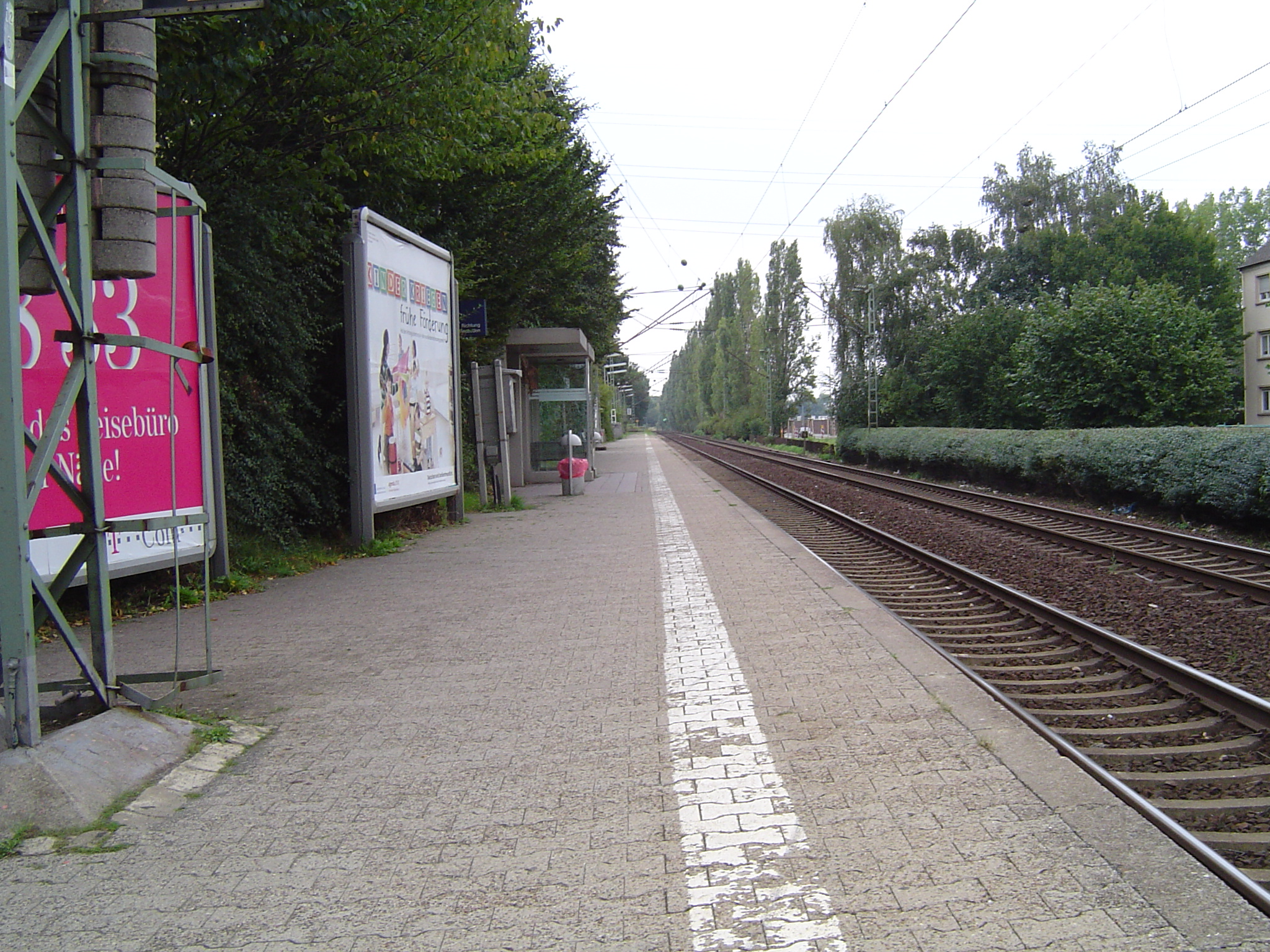
Gleis 2 (stadtauswärts)

Der Bahnhof Frankfurt-Sindlingen ist ein S-Bahn-Haltepunkt an der Taunus-Eisenbahn von Frankfurt (Main) Hauptbahnhof nach Wiesbaden Hauptbahnhof.

## Lage
Der Haltepunkt liegt im Zentrum des Frankfurter Stadtteils Sindlingen. Die Hauptstraße des Stadtteils, die Sindlinger Bahnstraße, kreuzt hier die Bahnstrecke. Der Haltepunkt bildet zudem den südlichen Abschluss des Richard-Weidlich-Platzes. Am nördlichen Bahnsteig befindet sich das Haus Sindlingen, das dem Stadtteil als Bürgerhaus und Bibliothek dient.

## Geschichte
Noch im 19. Jahrhundert war der mittlere und nördliche Teil Sindlingens nahezu unbebaut. Das Dorf hatte knapp 750 Einwohner. Die 1839 erbaute Bahnstrecke Frankfurt–Wiesbaden führte durch dieses Gebiet und kreuzte dort die Landstraße nach Zeilsheim, die heutige Sindlinger Bahnstraße. Mit fortschreitender Industrialisierung insbesondere durch das Wachstum der Hoechst AG, kam es in Sindlingen und den umliegenden Ortschaften zu einem beträchtlichen Bevölkerungszuwachs. An der Taunus-Eisenbahn sowie an der später gebauten, nördlich gelegenen Main-Lahn-Bahn sollten Haltepunkte entstehen, wovon zunächst nur der südliche an der Taunus-Eisenbahn gebaut wurde. 1893 wurde er unter der Bezeichnung Sindlingen-Zeilsheim eröffnet. Die Kreuzung mit der heutigen Sindlinger Bahnstraße war damals noch ein Bahnübergang. Das ursprüngliche Empfangsgebäude wurde 1968 durch ein neues ersetzt, das jedoch am 29. Februar 1984 nach einer Explosion völlig niederbrannte. 1978 wurde im Frankfurter Verkehrsverbund der S-Bahn-Betrieb eingeführt und aus der hier haltenden Linie R1 wurde die S1. Ein großer Umbau folgte 1980, als der Bahnübergang zu einer Unterführung umgebaut wurde.
Erst 2007 wurde 500 Meter weiter nördlich, ebenfalls an der Sindlinger Bahnstraße, an der Main-Lahn-Bahn, der lange geplante Haltepunkt Zeilsheim eröffnet.

## Infrastruktur
Der nördliche und südliche Bahnsteig befinden sich auf verschiedenen Seiten der Sindlinger Bahnstraße. Der Zugang zu den Bahnsteigen ist niveaugleich möglich, wobei die Querung der Bahnstrecke durch eine separate Fußgängerunterführung, parallel zur Straßenunterführung, erfolgt. Der Straßenseitenwechsel geschieht durch zwei zur Eisenbahnbrücke parallele Fußgängerstege. Neben den zentralen Zugängen an der Straßenseite verfügen die Bahnsteige noch über zusätzliche außen liegende Zugänge zu Park-and-ride-Parkplätzen. Die Bahnsteige sind sehr sparsam nur durch so genannte „DB-Pluspunkte“ ausgestattet.

## Nutzung
Einzige S-Bahn-Linie, die am Haltepunkt Frankfurt-Sindlingen hält, ist die S1 die zwischen Rödermark-Ober Roden und Wiesbaden Hauptbahnhof im 15/30/60-Minuten-Takt verkehrt. 
Durch die Nähe zum Tor West des Industrieparks Höchst und zur Internationalen Schule ist er zur Hauptverkehrszeit stark frequentiert.
| Linie | Verlauf | Takt                                                                                     |
| ----- | --- | ---------------------------------------------------------------------------------------- |
| S1    | Wiesbaden Hbf – Wiesbaden Ost – Mainz-Kastel – Hochheim (Main) – Flörsheim (Main) – Eddersheim – Hattersheim (Main) – Frankfurt-Sindlingen – Frankfurt-Höchst Farbwerke – Frankfurt-Höchst – Frankfurt-Nied – Frankfurt-Griesheim – Frankfurt (Main) Hbf tief – Frankfurt (Main) Taunusanlage – Frankfurt (Main) Hauptwache – Frankfurt (Main) Konstablerwache – Frankfurt (Main) Ostendstraße – Frankfurt (Main) Mühlberg – Offenbach-Kaiserlei – Offenbach Ledermuseum – Offenbach Marktplatz – Offenbach (Main) Ost – Offenbach-Bieber – Offenbach-Waldhof – Obertshausen – Rodgau-Weiskirchen – Rodgau-Hainhausen – Rodgau-Jügesheim – Rodgau-Dudenhofen – Rodgau-Nieder-Roden – Rodgau-Rollwald – Rödermark-Ober Roden | 30 min 15 min (Hochheim–Rödermark zur HVZ und Flörsheim–Offenbach Ost werktags tagsüber) |

Am Haltepunkt hält außerdem die Buslinie M55 Richtung Bahnhof Frankfurt-Rödelheim bzw. Sindlinger Friedhof und die Buslinie 57 Richtung Siedlung Taunusblick.